# Weisse Düne
Die Weisse Düne ist ein ehemaliges niederländisches Plattbodenschiff mit über 100-jähriger Geschichte. Das Schiff, das zum 2-Mast-Topp-Segelschoner umgebaut wurde, wurde lange Zeit nicht als Segelschiff genutzt.

## Geschichte
Im Jahr 1909 wurde das Schiff als Neerlandia in Meppel (Niederlande) vom Stapel gelassen. Als Binnenschiff unter Segeln – ohne Motor – wurde es in der Wattfahrt eingesetzt. 30 Jahre fuhr es im Besitz der Familie Priet aus Holterfehn. Ein Onkel des späteren Kapitäns Karl Funk kaufte das Schiff für 40.000 Reichsmark, baute es um und taufte es auf den Namen Klara Katharina. Im Zuge des Umbaus wurde ein 125 PS starker Motor eingebaut.
1941 sank das Schiff in einem schweren Nordweststurm im Dollart vor Delfzijl. Der Skipper, sein Bruder und seine Frau ertranken bei dem Unfall. Karl Funk erlebte als 15-jähriger Junge die Bergung der Klara Katharina. Später übernahm er sie als Kapitän. In Anlehnung an die Insel Norderney wurde sie 1964 in Weisse Düne umbenannt. Diesen Namen behielt sie bis heute.
Bis 1999 fuhr die Düne – wie sie kurz genannt wird – Schrott, Briketts und Steine vom Rheinland über das Ruhrgebiet bis zur Küste und den Inseln der Nordsee. 2000 kaufte Familie Brinkmann aus Leer das mehrfach umgebaute Frachtschiff und ließ es in 14 Monaten für 2.000.000 Mark zu einem Traditions-Segelschoner zurückbauen. Die Masten stehen dabei im Rumpf und nicht, wie oftmals üblich, an Deck. Bis 2003 blieb das niederländische und deutsche Wattenmeer die Heimat der Weissen Düne.
Ab 2004 betrieb die Usedomer Schifffahrts- und Touristikgesellschaft (mit Sitz in Wolgast, Mecklenburg-Vorpommern) das Schiff. In der Hauptsaison fuhr es auf vorpommerschen Bodden, Peene, Achterwasser und Stettiner Haff. Unter Kapitän Jan Fransen fanden Tages- und Abendfahrten, Familienfeiern, Betriebsausflüge und sonstige Charterreisen statt. Heimathafen zwischen Oktober und März blieb Leer/Ostfriesland, wo es vom Verein „Freunde Segelschoner Weisse Düne e. V.“ betreut und genutzt wurde.
Im Juni 2011 wurde die Weisse Düne an die langjährige Kapitänin Jane Bothe verkauft. Im Oktober 2011 fand die Überfahrt nach Greifswald statt. 2017 wurde das Schiff für touristische Fahrten auf dem Peenestrom zwischen Karlshagen, Neppermin und Wolgast genutzt.